# Lepthyphantes ritae
Lepthyphantes ritae là một loài nhện trong họ Linyphiidae.
Loài này thuộc chi Lepthyphantes. Lepthyphantes ritae được Robert Bosmans miêu tả năm 1985.